# Alambic charentais
 (juillet 2017).
Si vous disposez d'ouvrages ou d'articles de référence ou si vous connaissez des sites web de qualité traitant du thème abordé ici, merci de compléter l'article en donnant les références utiles à sa vérifiabilité et en les liant à la section « Notes et références ».

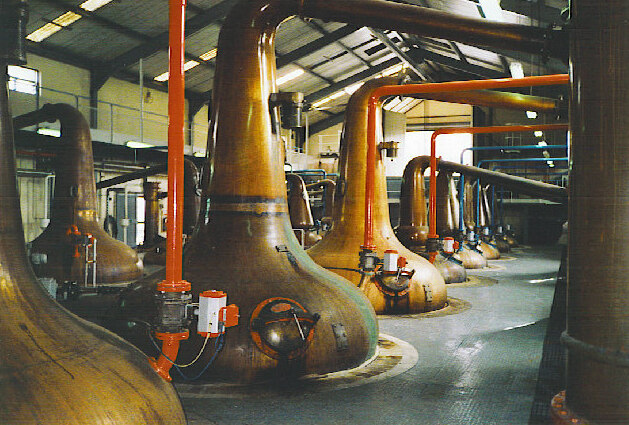
Alambic charentais de la distillerie Glenfiddich

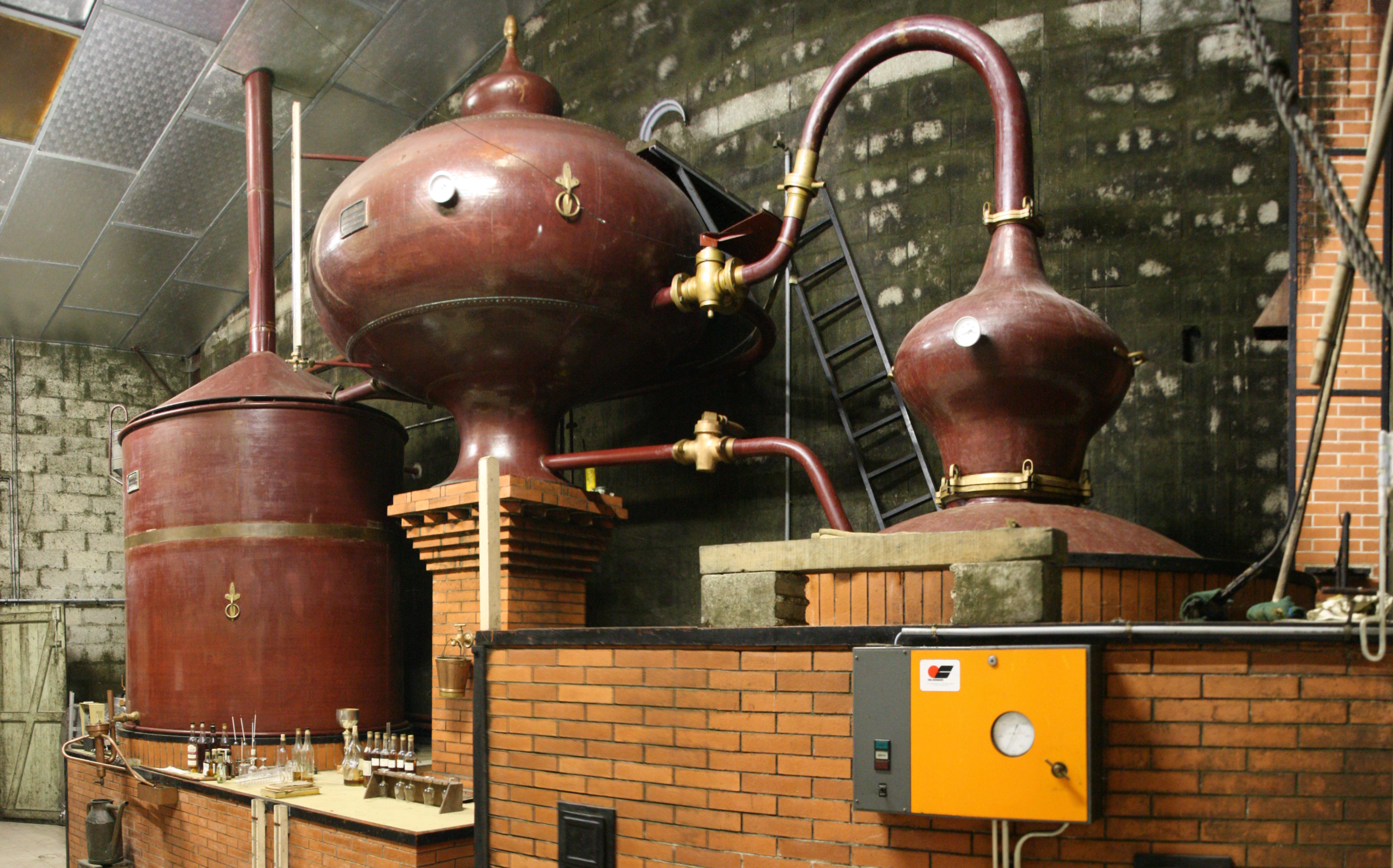
Un alambic charentais destiné à la production de Cognac à Cherves-Richemont (Charente)

Un alambic charentais ou pot still est un type d'alambic dit « à repasse » permettant d'effectuer une double distillation. Il est typiquement utilisé dans la distillation de cognac, de whisky et de rhum.